# 梼原あんしん光ネット
檮原あんしん光ネット（ゆすはらあんしんひかりネット）は、高知県高岡郡檮原町が運営するケーブルテレビ施設である。
本ケーブルテレビは、町民の情報格差是正、テレビ難視聴解消、地上デジタル放送への対応等を図るため、檮原町全域をサービスエリアとして、FTTH方式により施設整備された。

## 所在地
- 高知県高岡郡檮原町檮原1444-1

## サービスエリア
- 高知県高岡郡檮原町全域

## 主な放送チャンネル

### 地上波系列別再送信局
| NHK-G   | NHK-E   | NNS      | ANN | JNN        | TXN | FNS                | JAITS |
| ------- | ------- | -------- | --- | ---------- | --- | ------------------ | ----- |
| NHK高知 | NHK高知 | 高知放送 |     | テレビ高知 |     | 高知さんさんテレビ |       |

高知県にはテレビ朝日系がないが、他の県内ケーブルテレビ各局で行っている区域外再放送は地形上の問題から行っていない。

### テレビ局
- 地上波再送信  NHK総合、NHK教育、高知放送、テレビ高知、さんさんテレビ
- BS系再送信  (デジタル14ch）
- CS系再送信  66ch（デジタル）
  - 2009年6月現在、視聴できる放送局について公表されていない。放送チャンネル数は、四国総合通信局の報道資料による。
  - 追記：町のWEBにBS放送、e2byスカパーとある。

### ラジオ局
- NHK第1、NHK第2、FM高知、FM愛媛

## 告知端末
檮原町役場から町内全域あるいは地域ごとの放送のほか、地域の代表者から地域内ごとに放送も実施でき、高齢者世帯・独居世帯の緊急通報機能をそなえた告知端末機が加入者宅に設置されている。

## 通信サービス
インターネット接続サービス・町内の通話料無料のIP電話サービスが実施されている。

## 料金
- 月額使用料　　　　 1,100円（行政放送・町内IP電話・テレビ放送）
- 光インターネット  　4,725円　利用には檮原あんしん光ネットへの加入が必要